# Drapetis assimilis
Drapetis assimilis är en tvåvingeart som först beskrevs av Fallen 1815.  Drapetis assimilis ingår i släktet Drapetis och familjen puckeldansflugor. Arten är reproducerande i Sverige. Inga underarter finns listade i Catalogue of Life.